# Tōhoku Free Blades
Les Tōhoku Free Blades (東北フリーブレイズ) sont une équipe professionnelle de hockey sur glace basé à Hachinohe dans la préfecture d'Aomori au Japon.

## Historique
Le club est fondé en 2008. Il débute dans la Ligue Asiatique un an plus tard.

### Sources
- (en) Cet article est partiellement ou en totalité issu de l’article de Wikipédia en anglais intitulé « Tohoku Free Blades » (voir la liste des auteurs).